# استپل (مینه‌سوتا)
استپل، مینه‌سوتا (به انگلیسی: Staples, Minnesota) یک شهر در ایالات متحده آمریکا است که در مینه‌سوتا واقع شده‌است.

## خصوصیات
استپل ۱۲٫۱۲ کیلومترمربع مساحت و ۲٬۹۸۱ نفر جمعیت دارد و ۳۹۰ متر بالاتر از سطح دریا واقع شده‌است.